# Отрадненское
Отра́дненское — село в Куйбышевском районе Новосибирской области. Административный центр Отрадненского сельсовета.

## География
Площадь села — 170 гектаров.

## История
В 1976 году указом Президиума Верховного Совета РСФСР посёлок фермы № 1 совхоза «Отрадненский» переименован в село Отрадненское.

## Население
| 2002 | 2007 | 2010 |
| ---- | ---- | ---- |
| 804  | ↗815 | ↘631 |

## Инфраструктура
В селе по данным на 2007 год функционируют 1 учреждение здравоохранения и 1 учреждение образования.